# Harry Bromley Davenport
Harry Bromley-Davenport nascut el 15 de març de 1950 a Londres, Anglaterra és un anglès director de cinema i  productor així com a l'inici de la seva carrera un guionista. És més popular pel famós video nasty de ciència-ficció de terror Xtro (1983). Va deixar el Regne Unit l'any 1990 i actualment resideix a Los Angeles. Es va convertir en ciutadà estatunidenc el 1997.

## Carrera cinematogràfica
Bromley-Davenport va entrar al negoci del cinema el 1967 com a assistent de Nicholas Ray.
Després del seu aprenentatge, Bromley-Davenport va debutar com a director amb la poc vista Whispers of Fear (1976) i va coescriure el guió de The Haunting of Julia (1977), que va ser una adaptació de la Peter Straub novel·la Julia (1975) i protagonitzada per Mia Farrow en el paper principal.
El seu major èxit comercial va ser amb Xtro (1983) que va generar dues seqüeles relacionades només al títol. Va fer la segona entrega Xtro: el retrobament (1991) als Estats Units, i des d'aleshores hi ha treballat exclusivament.
Bromley-Davenport va romandre dins de la seva pròpia franquícia de baix pressupost per a una pel·lícula més, i va contractar Daryl Haney per escriure el guió de Xtro 3: Watch the Skies (1995). Això va començar una relació professional contínua entre ell i Haney que finalment va canviar la direcció de la carrera de Bromley-Davenport, que va culminar amb un trio de pel·lícules que probablement són les seves millors obres: Life Among the Cannibals (1996), Erasable You (1998) i la història real Mockingbird Don't Sing (2001), protagonitzada per Sean Young.
Van seguir tres llargmetratges més, tots els quals mostren la seva atracció pels temes foscos. La seva pel·lícula Smile Pretty (2006) segueix la història real d'un nen romanès, interpretat per l'actriu adolescent Scout Taylor-Compton, que va ser adoptada per un home nord-americà amb la intenció d'utilitzar-la en pornografia infantil als Estats Units d'Amèrica. Haunted Echoes, una història de fantasmes filmada el 2008, el va reunir amb Sean Young. Frozen Kiss (2010) protagonitzada per Mimi Rogers i es basava en la tràgica història real de dos joves que, després d'una nit de festa i metamfetamina, es van desorientar durant el camí cap a casa en una tempesta de neu i van morir congelats.
L'any 2013 va marcar el primer documental de Bromley-Davenport en més de 25 anys. American Grand recull el treball d'un equip d'experts en restauració de pianos mentre passen nou mesos transformant un Steinway en descomposició de 1913 en una bellesa brillant revitalitzada. La pel·lícula es va projectar a PBS; va ser revisat per Mario Igrec, autor del llibre definitiu sobre la reconstrucció del piano Pianos Inside Out, com "un nou clàssic documental de piano". Christopher O'Riley, presentador del programa de la ràdio pública nacional From The Top, va escriure que la pel·lícula mostra: "... una confluència insuperable de passió i precisió en el treball de l'equip a American Grand".
Des del 2016 fins a la seva estrena el 2020, va estar ocupat amb "Mike Garson and his 88 Friends", un documental que detalla la vida i l'obra del pianista, compositor i narrador Mike Garson, potser més conegut per la seva col·laboració de 20 anys amb David Bowie.
Aquesta pel·lícula va donar lloc a més treballs en el camp de les pel·lícules clàssiques i de jazz, vídeos i peces promocionals. Bromley-Davenport ha fet vídeos de música clàssica amb diversos pianistes de concert, sempre mostrant un gust per allò inusual o escandalós. El seu vídeo del 2015 Yana Reznik plays Rachmaninoff és un vestit de fantasia ambientat durant la Primera Guerra Mundial.
Tot i que ha fet moltes desviacions del camp de l'explotació des d'Xtro, l'estigma encara està adjunt, ja que el mateix Bromley-Davenport admet que: "Començar-se en pel·lícules d'explotació, com jo, de sobte es va passar de moda uns 20 anys. fa, i ara aquestes pel·lícules es consideren obscenes, malgrat que van donar a Martin Scorsese, Francis Ford Coppola, Jim Cameron, Joe Dante, Jonathan Demme i molts altres les seves primeres oportunitats de dirigir una pel·lícula professional."
A principis de 2015, Bromley-Davenport va anunciar que Xtro 4 estava en camí. Un flashback de la seva franquícia Xtro i una entrevista formaven part del llibre Adventures In VHS de l'autor Noel Mellor.

## Filmografia
| Any  | Títol                                                       | Note(s)                      |
| ---- | ----------------------------------------------------------- | ---------------------------- |
| 1976 | Whispers of Fear                                            | Director                     |
| 1977 | The Haunting of Julia                                       | Coguionista                  |
| 1983 | Xtro                                                        | Director, guionista          |
| 1991 | Xtro: el retrobament                                        | Director                     |
| 1995 | Xtro 3: Watch the Skies                                     | Director, productor          |
| 1996 | Life Among the Cannibals                                    | Director, productor          |
| 1998 | Erasble You                                                 | Director, productor          |
| 2001 | Mockingbird Don't Sing                                      | Director, productor          |
| 2006 | Smile Pretty                                                | Director                     |
| 2008 | Haunted Echoes                                              | Director, productor executiu |
| 2010 | Frozen Kiss                                                 | Director, productor executiu |
| 2013 | American Grand                                              | Director, productor          |
| 2016 | Yana Reznik plays Rachmaninoff                              | Director, productor          |
| 2018 | Mike Garson Steinway series concert at Palomar College, CA. | Director, productor          |
| 2020 | Mike Garson and his 88 Friends”                             | Director, productor          |
| TBA  | Xtro - The Big One                                          | Director, productor          |